# KISS (만화)
KISS는 마쓰모토 토모의 순정 만화로, 1998년 5월 1일부터 2001년 9월 22일까지 8권에 걸쳐 연재되었다.

## 줄거리
주인공인 카에는 아직 16살의 소녀이며, 피아노 레슨 선생님인 고시마를 짝사랑하고 있었다. 그러던 어느 날 카에는 고시마를 향해 기습 키스를 한다. 이로써 고시마와 카에의 관계는 연인 사이로 발전하려고 하여 점점 점입가경의 경지에 빠지게 된다.

## 등장인물
카에
고시마
쿄이찌